# 지미 팔미오티
제임스 "지미" 팔미오티(영어: James "Jimmy" Palmiotti, 1961년 8월 14일 ~ )는 미국의 만화가이다. 잉커이며 주로 본인의 아내이기도 한 펜슬러 어맨다 코너와 같이 일한다. 그녀와 같이 《프로》, 《파워걸》, 《할리 퀸》 등을 그렸다.